# Laudakia papenfussi
Laudakia papenfussi är en ödleart som beskrevs av  Zhao 1998. Laudakia papenfussi ingår i släktet Laudakia och familjen agamer. Inga underarter finns listade i Catalogue of Life.